# Selección de baloncesto 3x3 de Francia
La selección de baloncesto 3x3 de Francia es el combinado que representa a Francia en las competiciones internacionales de la modalidad de baloncesto 3×3 masculino. Ha obtenido medallas en varias ediciones de la Copa Mundial de Baloncesto 3x3 (plata en 2012 y bronce en 2017 y 2022) y de la Copa de Europa de Baloncesto 3x3 (plata en 2019), y fue asimismo campeona del torneo de baloncesto de los Juegos Mediterráneos tanto en 2018 como en 2022.

## Medallero histórico
| Competición          | Oro | Plata | Bronce | Total |
| -------------------- | --- | ----- | ------ | ----- |
| Copa Mundial         | 0   | 1     | 2      | 3     |
| Copa de Europa       | 0   | 1     | 0      | 1     |
| Juegos Mediterráneos | 2   | 0     | 0      | 2     |
| Total                | 2   | 2     | 2      | 6     |